# Eugen Rupf
Eugen Rupf foi um futebolista suíço. Ele competiu na Copa do Mundo FIFA de 1938, sediada na França, na qual a seleção de seu país terminou na sexta colocação dentre os 15 participantes.